# The Well-Tuned Piano
The Well-Tuned Piano est une œuvre du compositeur américain La Monte Young composée à partir de 1964. Les exécutions de The Well-Tuned Piano comprennent également une installation lumineuse de l'artiste Marian Zazeela.

## Histoire
Le travail de La Monte Young sur The Well-Tuned Piano a commencé en 1964, et se poursuit jusqu'à ce jour. Elle a été exécutée une soixantaine de fois depuis sa création en 1974, jusqu'en 1987.

## Exécution
L'exécution de l'œuvre, en partie improvisée, est très exigeante. Elle demande une ou deux semaines pour accorder le piano sur une gamme naturelle particulière, l'installation d'une Dream House[Quoi ?] et les installations lumineuses de Zazeela. Young demande en plus quelques mois de préparation et de répétition, qui sont pour lui l'occasion de continuer la composition et de faire grandir la pièce grâce à des répétitions intensives. L'exécution elle-même dure aux alentours de 6 heures.

## Tempérament
Le système d'accord utilisé par Young est demeuré secret jusqu'à son décryptage et sa publication par Kyle Gann en 1993,. The Well-Tuned Piano est vue par plusieurs musicologues comme la pièce pour piano la plus importante aux États-Unis depuis Concord Sonata de Charles Ives. 

## Discographie
- The Well-Tuned Piano 81 X 25 (Gramavision Records, 1987)
- The Well-Tuned Piano In The Magenta Lights (DVD, Just Dream, 2003)